# Juan Cueto Herrera
Juan Cueto Herrera (? 1793 – Madrid, 17 de gener de 1858) fou un religiós i historiador espanyol, membre de les més prestigioses acadèmies.
Fou bisbe de Màlaga i canonge de l'Abadia del Sacromonte de Granada. També fou jutge auditor honorari del Tribunal de la Rota i conseller d'Instrucció Pública. En 1858, a proposta del seu parent, el també acadèmic Aureliano Fernández-Guerra y Orbe, fou nomenat acadèmic de la Reial Acadèmia de la Història en substitució de Juan Bravo Murillo, que no arribà a acceptar el nomenament. El mateix any també fou nomenat acadèmic de la recent creada Reial Acadèmia de Ciències Morals i Polítiques. Va morir poc després.

## Obres
Entre 1821 i 1825 va fer diversos reculls, estudis i mapes sobre toponímia de la història antiga d'Espanya. Des del 1903 es troben a la Biblioteca del Ministeri de Cultura d'Espanya.
- Mapa de las ciudades de los lusitanos y los turdetanos en época antigua
- Mapa de las ciudades y pueblos de Galicia en época antigua
- Diccionario geográfico de la España antigua, ordenado alfabéticamente desde la E
- Nombres modernos de los pueblos antiguos
- Apuntes geográficos
- Anotaciones sueltas acerca de la geografía peninsular
- Costumbres de los antiguos españoles
- Explicación de las letras iniciales de las inscripciones sepulcrales